# LithTech
LithTech je покретач игре који је прво објављен од стране Monolith Productions у сарадњи са Microsoft. Monolith је касније основао посебну компанију, LithTech Inc., да би одговорили на даљи развој покретача игара и њихову технологију, после промене званичног назива, LithTech Inc. је познат као и Touchdown Entertainment.
Велики број различитих развојних тимова видео игара, укључујући и самог Monolith, су користили LithTech да покрену своју пуцачку игру првог лица, као и успостављање исте за алтернативу другим производима, као што су Quake и Unreal покретачи. LithTech's последња инкарнација је "Jupiter Extended" (или Jupiter EX).
Фебруара 2011., Touchdown Entertainment веб сајт је ставио  'Under Construction (Прави се)' стање. Марта 2011., веб сајт се појављује као "чувар" домена.

## Верзије

### LithTech 1.0
У почетку LithTech покретач је требало да буде назван - DirectEngine, као и Monolith, развијен је за Мајкрософт да направи 3D покретач који се користи помоћу Мајкрософтове DirectX технологије. После неуспеха да уради договорено, Monolith наставља развој на свом покретачу и успешно га лиценцирају, официално преименован у LithTech, за друге компаније. У наредним годинама, LithTech тим се поделио у посебне компаније, LithTech Inc., која је сада позната као Touchdown Entertainment.

### LithTech 2.0
Почевши са LithTech 2.0, LithTech Inc. је започео процес креирања много различитих верзија покретача. Monolith је издао њихову видео игру No One Lives Forever (NOLF) уз помоћ ове верзије покретача, међутим касније је прерађен у LithTech 2.2. Игра је добила унапређење у LithTech 2.2 у објави печа. LithTech тим је затим почео на побољшању 2.2 за њихове лиценце, резултирајући 2.3 и 2.4 итерације.
LithTech је сарађивао са RealNetworks у развоју посебне верзије  LithTech 2.2 познат као RealArcade LithTech (или LithTech ESD). Међу његовим карактеристикама налази се посебни додатак за стримовање за билборде/рекламе унутар саме видео игре, и може да се користи са RealNetworks' веб-сајтом. У једном тренутку, RealArcade LithTech је могао да буде лиценциран од стране програмера ако потпишу уговор са RealNetworks-ом.
Овај покретач је коришћен за интерно развојни наслов, Tex Atomic's Big Bot Battles.

### LithTech Talon
LithTech Inc. је издао велики број различитих покретача посебно за Monolith-ове наслове, Aliens versus Predator 2. LithTech Talon је базиран на LithTech 2.2, више него LithTech 2.4. Због тог избора, LithTech 2.4, RealArcade LithTech, и LithTech Talon су постали некомпатабилни међусобно. Међутим, корисници су и даље мислили о томе како је то инфериорније у односу на Unreal или Id Tech.
LithTech Talon-ова највећа продајна тачка лежи у његовом способном мулти-плејер подршци, која ефикасније када се упореди са претходним верзијама LithTech који је карактеристичан за слабо кодирање самог повезивања. Aliens versus Predator 2 има свеобухватни мулти-плејер начин игре користћи та побољшања.
До 2003, Talon је и даље био лиценциран.

### LithTech 3.0
LithTech 3.0 је развијан истовремено кад и Talon, али са својим ревизијама, LithTech 3.x би се у великој мери могао сматрати као унутрашња верзија покретача. Иако је послат за лиценцирање, ниједна игра није издата помоћу њега. Примарна функција најављена за LithTech 3.x је била дистрибутивни систем објеката, нови систем за MMORPGs и мулти-плејер. Нажалост, LithTech 3.x је такође погођена великим бројем грешака и проблема и све игре развијен са LithTech 3.x би временом биле конвертоване у нову верзију LithTech Jupiter или пребачене на Talon.
Видео игра која није издата (од стране Monolith), Shogo II је развијена са итерацијом LithTech покретача.

### LithTech Discovery
LithTech Discovery је изашао са MMORPG жанром и његовим јединственим захтевима. Discovery је побољшан од радне технологије LithTech 2.2, али је такође укључивао дистрибутивни систем објеката који је био централни део LithTech 3.x. Једини наслов креиран помоћу LithTech Discovery је The Matrix Online од стране Monolith-а. Покретач никада није лиценциран некој другој компанији.

### LithTech Jupiter
LithTech Jupiter је темељан ремонт LithTech технологије, направљен као алтернатива за 3.x. У неким стварима, оригинална верзија Jupiter-а је била у технолошком смислу веома напреднија него његови конкуренти, будући да је подржавао нијансни модел сенки 1.x и укључивао је алатке за визуелизацију, где су у том времену Unreal и Quake покретачи подржавали само сенке базиране у процесорској јединици.
Посебна верзија Jupiter-а је направљена посебно за Monolith, за коришћење за њихову Tron 2.0 видео игру; ово издање је познато као LithTech Triton. Временом, LithTech Triton-ове нове могућности су спојене назад у LithTech Jupiter покретач за лиценцирање.

### LithTech Jupiter EX
Од 2005. године последња итерација LithTech покретача је био Jupiter Extended (или Jupiter EX), који је коришћен за F.E.A.R. и Condemned: Criminal Origins, обе издате од стране Monolith-а. У поређењу са претходником - Jupiter-ом, Extended верзија се користила помоћу DirectX 9 рендерера и других унапређења, укључујући додатак - Havok софтвера за физику који је задужен за побољшање саме физике симулације реалног света. Упоредо са Havok-овим динамичким карактерима, Jupiter EX је такође укључивао "Havok Vehicle Kit", који пружа подршку за класично понашање возила.

## Видео игре које користе LithTech покретач
Следећа листа показује видео игре направљене помоћу LithTech покретача, као и са верзијама LithTech покретача који је коришћен. Ако није другачије назначено, игра је развијена помоћу Monolith Productions-а.

### 1.0
- Shogo: Mobile Armor Division од Monolith Productions (1998)
- Blood II: The Chosen од Monolith Productions (1998)

### 1.5
- KISS: Psycho Circus: The Nightmare Child од Third Law Interactive (2000)
- Might and Magic IX од New World Computing (2002)

### 2.0 and 2.2
- No One Lives Forever од Monolith Productions (2000)
- Sanity: Aiken's Artifact од Monolith Productions (2000)
- Legends of Might and Magic од New World Computing (2001)
- Die Hard: Nakatomi Plaza од Piranha Games (2002)

### ESD
- Tex Atomic's Big Bot Battles од Monolith Productions (2001)
- Super Bubble Pop од Zombie (2001)

### 2.4
- MTH Railking Model Railroad Simulator од IncaGold (2001)
- Global Operations од Barking Dog Studios (сад познат као Rockstar Vancouver) (2002)

### Talon
- Aliens versus Predator 2 од Monolith Productions и Third Law Interactive (2001)
- Purge од Tri-Synergy (2002)
- Might and Magic IX (a.k.a. Might and Magic IX: Writ of Fate) од New World Computing (2002)
- Western Outlaw: Wanted Dead or Alive[9] од Jarhead Games (2002)
- Nina: Agent Chronicles од City Interactive (2003)
- CTU: Marine Sharpshooter од Jarhead Games (2003)
- Marine Sharpshooter II: Jungle Warfare од Jarhead Games (2004)
- MARCH!: Offworld Recon од Buka Entertainment (2004)

### Jupiter
- No One Lives Forever 2: A Spy In H.A.R.M.'s Way од Monolith Productions (2002)
- Rubies of Eventide од Cyber Warrior (сада Mnemosyne) (2002)
- Sniper: Path of Vengeance од Xicat Interactive, Inc. (2002)
- Contract J.A.C.K. од Monolith Productions (2003)
- Gods and Generals од Anivision (2003)
- Mysterious Journey II: Chameleon од Detalion (2003)
- Tron 2.0 (LithTech Triton) од Monolith Productions (2003)
- Medal of Honor: Pacific Assault од EA Los Angeles (2004)
- Mob Enforcer од Touchdown Entertainment (2004)
- Sentinel: Descendants in Time од Detalion (2004)
- World War II: Sniper - Call to Victory од Jarhead Games (2005)
- Army Rangers: Mogadishu од Jarhead Games (2005)
- Sudden Attack од GameHi (2005)
- Face of Mankind од Duplex Systems (2006)
- Terrawars: New York Invasion од Ladyluck Digital Media (2006)
- Combat Arms од Doobic Studios (2008)
- Cyclone BMX од Непознатог креатора (непозната година издавања)

### Discovery
- The Matrix Online од Monolith Productions (2005)

### Jupiter EX
- F.E.A.R. од Monolith Productions (2005)
- Condemned: Criminal Origins од Monolith Productions (2005)
- F.E.A.R. Extraction Point од TimeGate Studios (2006)
- F.E.A.R. Perseus Mandate од TimeGate Studios (2007)
- Condemned 2: Bloodshot од Monolith Productions (2008)
- Terrorist Takedown 2: US Navy SEALs од City Interactive (2008)
- Mortyr: Operation Thunderstorm од City Interactive (2008)
- Code Of Honor 2: Conspiracy Island од City Interactive (2008)
- SAS: Secure Tomorrow од City Interactive (2008)
- Royal Marines: Commando од City Interactive (2008)
- Crossfire од SmileGate (2008)
- Combat Arms од Nexon Corporation (2008)
- F.E.A.R. 2: Project Origin од Monolith Productions (2009)
- Armed Forces Corp. од City Interactive (2009)
- Battlestrike: Shadow of Stalingrad aka. Battlestrike: Force of Resistance 2 од City Interactive (2009)
- Code of Honor 3: Desperate Measures од City Interactive (2009)
- Wolfschanze II од City Interactive (2009)
- Special Forces од City Interactive (2010)
- Terrorist Takedown 3 од City Interactive (2010)
- Gotham City Impostors од Monolith Productions (2012)

### Модификовани LithTech покретач
- Elite Forces: WWII Normandy од Third Law Interactive (2001)
- WWII: Iwo Jima од Third Law Interactive (2001)
- Middle-earth: Shadow of Mordor од Monolith Productions (2014) (Модификовани Lithtech Jupiter Extended са Nemesis системом)

### Непознате верзије
- Vietnam: Black Ops од Fused Software (2000)
- Vietnam 2: Special Assignment од Single Cell Software (2001)
- Crisis Team: Ambulance Driver од Antidote Entertainment (2001)
- Alcatraz: Prison Escape од Zombie Inc. (2001)
- Elite Forces: Navy SEALs од Jarhead Games (2002)
- Navy SEALs: Weapons of Mass Destruction од Jarhead Games (2003)
- Arthur's Quest: Battle for the Kingdom од 3LV Games (2003)
- Heat Project од Doobic (2003)
- Wolfteam од Softnyx (2007)
- Repulse од Aeria Games (2012)